# Lene Retzius
Lene Retzius, née le 4 janvier 1996, est une athlète norvégienne spécialiste du saut à la perche.

## Biographie
Créditée d'un record personnel en plein air à 4,50 m en 2021, Lene Retzius se distingue en 2022 en réalisant 4,70 m le 11 juin 2022 à Genève, nouveau record de Norvège.

## Records
| Épreuve          | Marque      | Lieu   | Date         |
| ---------------- | ----------- | ------ | ------------ |
| Saut à la perche | 4,70 m (NR) | Genève | 11 juin 2022 |